# 왈리드 무알렘

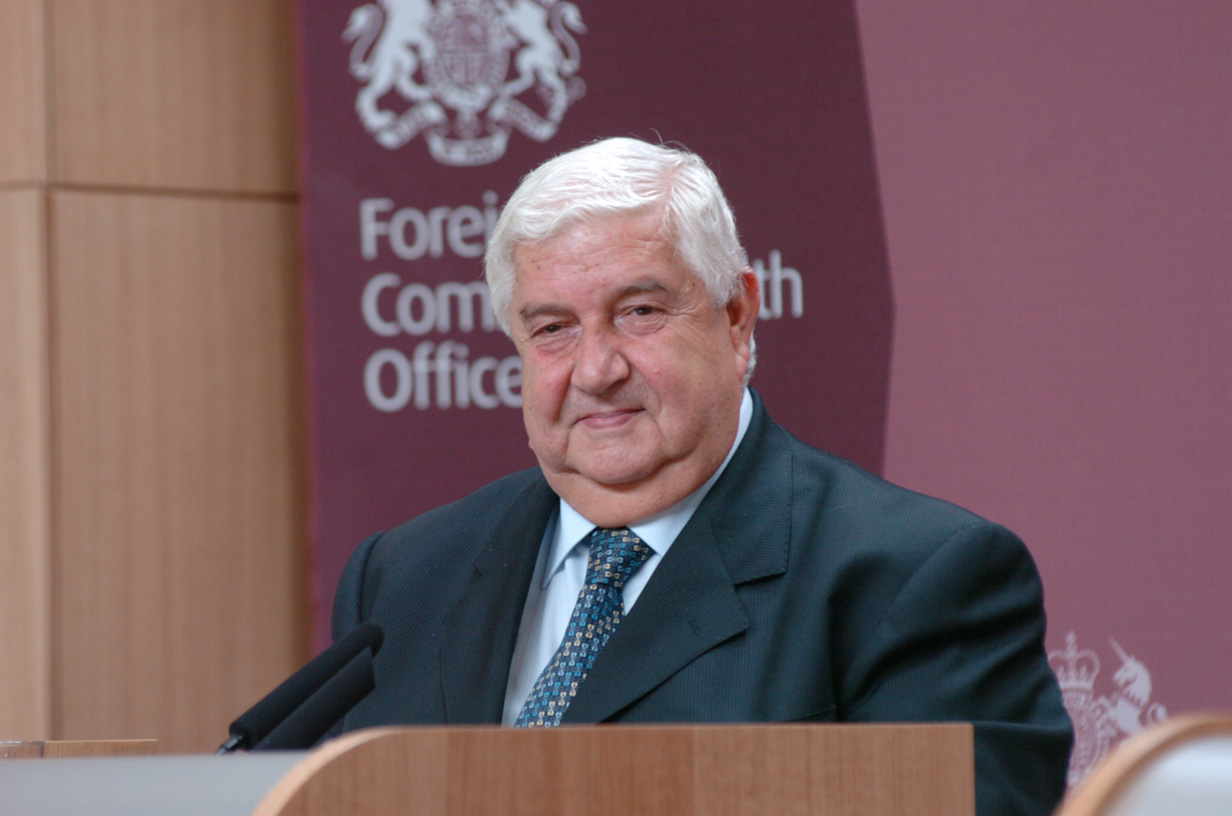

왈리드 알무알렘(Walid al Muallem, وليد المعلم, 1941년 1월 13일 ~ 2020년 11월 16일)은 시리아의 외교관으로, 2006년부터 시리아 정부에서 외무부 장관을 맡았다. 이전에는 1990년부터 2000년까지 미국 주재 시리아 대사를 지냈다.

## 생애
- 1941년 프랑스 위임 통치령 시리아 (현 시리아) 다마스쿠스 태어났다. 1963년에 카이로 대학 경제 학부를 졸업했고 1964년에 외무성에 들어갔으며 주 루마니아 대사(1975년 - 1980년)주미 대사(1990년 - 1999년)등을 역임. 1991년에서 1999년까지 시리아 이스라엘 간 평화 협상에 참가하였다.

- 2000년에 외무 대신 보좌관으로 2005년에 외무성 장관에 임명되며 2006년 2월에는 외무장관에 취임, 2012년 6월부터는 부총리를 겸임하게 취임되었다.

- 2020년 11월 16일 새벽에 사망하였다.